# 水晶の栓
水晶の栓（すいしょうのせん、Le bouchon de cristal）は、モーリス・ルブランのアルセーヌ・ルパンシリーズの一篇。1912年発表。南洋一郎訳のポプラ社版は『古塔の地下牢』という訳題である。

## 概要
悪徳代議士ドーブレックの別荘に押し入ったルパンたちだが、計画が狂いルパンの部下ジルベールが逮捕されてしまう。世紀の怪盗の一味の逮捕に世間は沸き立ち、迅速に死刑が決定された。
ルパンはジルベールを救うため、ジルベールの老母クラリスとともに、混乱の発端となった謎のお宝「水晶の栓」をめぐり、ドーブレック、謎の美女、警察との4つ巴の闘争を開始する。
ルパンが「生涯最大の難事件」と評するフランス政界で実際にあったパナマ運河疑獄事件をもとにした、ルパンシリーズでも指折りと言われている名作。また悪徳代議士ドーブレックは、ルパンの出会った中でも最強の敵のうちの一人である。
本文で、1912年の物語である『813』よりもずっと前の事件と明記されている。作中の暦から、1906年から1907年にかけての物語と推測される（なお、パナマ運河疑獄事件は1892年に起きている）。
邦題は保篠龍緒以来の訳題である。正しくはクリスタルガラスと訳すべきであって「水晶」ではない。南訳は「硬質ガラス」としている。

## 翻案作品
『ルパン大盗伝』（『講談雑誌』1929年8月号-11月号）
横溝正史によるもので、「水晶の栓」という単語も出てくるが主要登場人物名と重要書類の隠し場所以外、設定・展開などに共通性がなく、「翻案」としても逸脱していて、実質横溝がキャラクターの名前を借りて書いたオリジナル作品状態になっている。
具体例を挙げると、まず出だしが「ルパンが道で親切にした老婆に財布をすられて追いかけるが、老婆はクラリス（若い女性）の変装でルパンに頼みたいことがあるのでこうしたことをやっておびき寄せたと弁解…」といったことから事件に巻き込まれ。この時はトラブルで依頼を聞けなかったものの、目的は「代議士ドーブレク（原文ママ）の恐喝からクラリスの弟のアルモンドやフランス内閣を助けてほしい、ドーブレクの持つ証拠を盗んでくれ。」というものだったと終盤で明かされる。
展開も四つ巴ではなくルパン、ドーブレク、警察の3勢力だけで、女性はクラリスぐらいしか出てこず、最初からルパンの味方である。